# Зетцен, Генрих
Генрих О́тто Зе́тцен, также известен как Хайнц Зетцен (нем. Heinrich Otto Seetzen; 22 июня 1906, Рюстринген, Вильгельмсхафен, Германская империя — 28 сентября 1945, Бланкенезе, Гамбург, Британская зона оккупации Германии) — немецкий юрист, штандартенфюрер СС, полковник полиции, ответственный за массовое убийство во время Холокоста десятков тысяч в основном евреев и других мирных жителей Украины и Белоруссии, начальник отделения гестапо в Гамбурге.
После окончания войны скрывался под чужим именем. В сентябре 1945 года был арестован и покончил жизнь самоубийством, раскусив ампулу с цианидом.

## Биография

### Рождение и ранние годы
Генрих Зетцен родился 22 июня 1906 года в Рюстрингене (ныне Вильгельмсхафен) и был единственным ребёнком в семье владельца гастрономического магазина. Воспитывался в протестантской семье, однако к 18 годам покинул церковь и называл себя просто «верующим в Бога». В школьные годы вступил в молодёжную секцию антисемитской и националистической лиги ветеранов полувоенной организации Стальной шлем. Затем присоединился к ультранационалистическому дуэльному обществу «Филиппина» в Марбурге, которое исследователи описывали как «университет антисемитизма». В 1925 году окончил школу, затем изучал юриспруденцию в Марбургском и Кильском университетах. В 1929 году сдал первый государственный экзамен в Киле. Проходил стажировку в окружном суде Киля, где председателем окружного суда был Антон Францен, который в 1930 году избирался в качестве кандидата нацистской партии в Рейхстаг от земли Шлезвиг-Гольштейн. В Киле Зетцен познакомился с офицером военно-морского флота Рейнхардом Гейдрихом, который в будущем стал руководителем нацистской службы безопасности (СД) и главного управления имперской безопасности (РСХА). В 1933 году сдал второй государственный экзамен с оценкой «удовлетворительно». Зетцен посещал мероприятия НСДАП и создал националистическую группировку среди своих коллег по профессии.
1 мая 1933 года вступил в НСДАП (билет № 2732725) и Штурмовые отряды (СА). 1 февраля 1935 года был зачислен в ряды СС (личный номер 267231). 27 июня 1935 года Зетцен присоединился к аппарату СД и ему было присвоено звание унтерштурмфюрера СС. Летом 1933 года Зетцен предпринял неудачную попытку занять пост бургомистра города Ойтин, после чего он устроился на работу к начальнику окружного управления бригадефюреру СА Иоганну Генриху Бёмкеру. Зетцен отвечал за «превентивное заключение» врагов нацистского режима и за полицейский надзор в концлагере Ойтин, созданным под руководством Бёмкера. Он присутствовал при избиениях заключённых в лагере.

### Служба в гестапо
15 февраля 1934 года поступил на службу в гестапо. 28 февраля (по другим данным, в марте) 1934 года был назначен начальником отделения гестапо в Ойтине. Зетцен прошёл краткий курс обучения в школе СД в Берлине-Груневальде, а затем несколько недель работал в штаб-квартире гестапо в Берлине.
С 1 апреля 1935 по март 1939 года был сначала исполняющим обязанности начальника управления, а затем начальником отдела гестапо в Аахене. В своих отчётах Зетцен приводил много обвинений в адрес католических священников за разжигание антинацистских настроений среди своих прихожан.
В 1937 году женился на дочери преуспевающего предпринимателя и функционера НСДАП Эллен Кникрем, в браке с которой родилось 2 детей. В марте 1938 года, после аншлюса Австрии, он ездил в командировку в Вену. 22 марта 1938 года приказом руководителя главного управления имперской безопасности Рейнхарда Гейдриха Зетцен был назначен главой отдела первого управления государственной полиции, созданного под эгидой бывшего министерства внутренних дел в австрийской столице. С начала марта и до 31 декабря 1939 года занимал должность начальника отделения гестапо в Штеттине.
1 января 1940 года стал начальником отделения гестапо в Гамбурге. Зетцен был одним из причастных к депортации гамбургских евреев в гетто Восточной Европы и концлагеря, несмотря на то, что с июня 1941 года находился на оккупированной территории СССР. Он также активно преследовал гомосексуалистов, англофилов и молодёжь, которой нравился джаз, и рекомендовал выносить смертные приговоры без суда и следствия.

### Вторая мировая война
После нападения нацистской Германии на СССР в июне 1941 года стал командиром зондеркоманды 10a в составе айнзацгруппы D, следовавшей за группой армии «Юг» и осуществлявшей массовые убийства евреев на юге Советского Союза. Зондеркоманда уничтожала не только евреев, но и советских военнопленных, партизан и мирных граждан. В июле 1941 года зондеркоманда уничтожила 45 евреев в Бельцах якобы за несоблюдение предписаний полиции безопасности и за нападения на немецких военных. По воспоминаниям нескольких членов подразделения, расстрелом руководил лично Зетцен. Все немцы, не принимавшие непосредственного участия в расстреле, были вынуждены наблюдать за происходящей казнью в траншее на окраине города. В Бельцах Зетцен помог подразделениям полиции и войск СС казнить весь городской совет еврейских старейшин. В Кодыме часть подразделения расстреляла за городом 100 евреев. Оставшиеся евреи были взяты в заложники, которых могли казнить по малейшему поводу. В августе в колхозе вблизи Березовки Зетцен со своим отрядом убил около 200 еврейских мужчин, женщин и детей. Севернее Одессы в степи Зетцен со своими солдатами уничтожали целые еврейские семьи, а трупы бросали в высохший колодец.
В начале сентября 1941 года карательное подразделение находилось в Снигирёвке, где произошёл расстрел 70 евреев под руководством Зетцена. Расстрелы также проходили в Каховке и Бериславе.
В октябре 1941 года в Бердянске зондеркоманда 10a уничтожила 1000 евреев. Под предлогом «переселения» все евреи в городе должны были пройти регистрацию, в группах по 30 человек их доставляли на грузовиках в непосредственную близость к противотанковому рву, где происходила казнь. Зетцен лично принимал участие в расстреле. 8 октября команда расстреляла 2000 евреев в Мелитополе в траншее за городом. Зетцена не раз видели с сигарой во рту и стреляющего из автомата в беспомощных обнажённых людей лежащих друг на друге в яме.
20-21 октября 1941 года зондеркомандой под Мариуполем у противотанкового рва близ агробазы было расстреляно более 9000 евреев. Расстрелы продолжились и в последующие дни и было уничтожено примерно 16 тысяч евреев Мариуполя и окрестных поселений.
26 октября 1941 года Зетцен руководил расстрелом 1500 (по другим данным, 1800) евреев в Таганроге. Зимой 1941 и 1942 года подразделение находилось в Таганроге, где получило в распоряжение газвагены — машины, в которых при помощи выхлопных газов уничтожались евреи, коммунисты и душевнобольные. По воспоминаниям одного из водителей зондеркоманды, Зетцен «злобно» смеялся над стуками и криками запертых в газвагенах людей.
В июле 1942 года после оккупации немецкими войсками Ростова зондеркоманда 10а под командованием Зетцена расстреляла и уничтожила в газвагенах 2000 евреев, которые ещё оставались в городе. В общей сложности за время руководства Зетценом зондеркоманда уничтожила около 15000 человек, большинство из которых были евреями, советскими военнопленными и мирными гражданами, партизанами и цыганами. 18 августа 1942 года рейхсфюрер СС Генрих Гиммлер отдал приказ о переводе Зетцена в Кассель. Его преемником на посту командира зондеркоманды 10a стал Курт Кристман.
Зетцен, который был заядлым филателистом, оказался причастен к краже советских марок из заброшенных домов и почтовых отделений Ростова и прочих городов, что в нацистской Германии квалифицировалось как грабёж. Возможно, это стало причиной перевода на другую должность. С августа 1942 года Зетцен был инспектором полиции безопасности и СД в Касселе. В задачи инспектора полиции безопасности входил контроль за работой гестапо, криминальной полиции и СД в пределах военного округа, в который входили города Франкфурт-на-Майне, Эрфурт и Веймар. Зетцен также отвечал за обеспечение сотрудничества между полицией и партийным и военным руководством региона, надзор за депортацией евреев в концлагеря, за розыск, а иногда и казнь беглых военнопленных.
С мая 1943 года занимал такую же должность в Бреслау. Зетцен был причастен к убийству 50 британских военнопленных, сбежавших в марте 1944 года из лагеря Шталаг Люфт III, а также к депортации арестованных евреев в концлагерь Освенцим. Он несколько раз посещал Освенцим и отдавал приказ о казни отдельных заключённых в лагере.
Австрийский полицейский Роберт Барт, соучастник массовых убийств, следующим образом отзывался о Зетцене:
Особенно жестокий командир […]. Говорят, что он похвастался, что его команда будет убивать большинство евреев. Мне также сказали, что по его приказу, когда боеприпасы для расстрелов евреев закончились, евреев бросали живьём в колодец глубиной около 30 метров.Оригинальный текст (нем.)Als besonders brutal wurde der Kommandoführer […] Zeezen [sic] […] bezeichnet. Er soll sich gebrüstet haben, daß sein Kommando die meisten Juden erschossen hätte. Auch wurde erzählt, daß bei seinem Kommando, als einmal die Munition bei Erschießungen von Juden ausging, die Juden lebendig in einen Brunnen von etwa 30 m Tiefe geworfen worden seien.
В апреле 1944 года Зетцен по приказу Эрнста Кальтенбруннера был переведён в Прагу, однако вскоре его отправили в оккупированную Белоруссию. С 28 апреля 1944 года и до августа 1944 года был командиром айнзацгруппы B, осуществлявшей массовые убийства евреев в Белоруссии. К тому времени это подразделение уничтожило 134 000 человек в районе Минска и Смоленска. 16 апреля 1944 года был назначен командиром полиции безопасности и СД в Белоруссии. В конце июня 1944 года по приказу Зетцена тысячи военнопленных и заключённых минской тюрьмы были доставлены в лагерь смерти Малый Тростенец, где совместно с последними заключёнными были уничтожены. С 28 по 30 июня 1944 года из пулеметов было расстреляно 6500 человек, после чего тела подожгли за несколько дней до освобождения Минска Красной армией.

### После войны
После окончания войны, к концу июня 1945 года Зетцен решил скрыться в Гамбурге, а во время полёта из Бреслау встретил подругу детства — доктора Гертруду Штарк. Просьбу Зетцена сделать ему фальшивый паспорт Штарк выполнить побоялась, но достала ему гражданскую одежду и 1 августа поселила в доме своей матери в Бланкенезе. Там он жил под именем Михаэля Голлвицера.
На допросе последнего руководителя СД в Бреслау Эрнста Ка военная полиция смогла разузнать, что Зетцен живёт в районе Гамбурга, так как Ка встретил его там на местной бирже марок. Ка также выдал новый адрес Зетцена.
28 сентября 1945 года Зетцен был арестован британской военной полицией в Бланкенезе и при задержании придумал, что является сотрудником фирмы «Woolworth» в Дрездене, а его семья якобы осталась в советской зоне оккупации. Несмотря на эти заявления его взяли под стражу и он, вероятно, прокусил капсулу с цианидом ещё до того, как дошёл до машины полицейских, чтобы ехать в тюрьму. Полицейские искали врача, но не успели его спасти. Зетцен не был опознан, а после вскрытия похоронен под чужим именем в октябре 1945 года в братской могиле на Ольсдорфском кладбище в Гамбурге. 13 декабря 1949 года в ходе процедуры денацификации был отнесён к категории незначительно виновных. В 1951 году вдова Зетцена официально опознала его по фотографии и одежде.

## Звания
- Унтерштурмфюрер СС (с 27 июня 1935)[8];
- оберштурмфюрер СС (с 13 сентября 1936)[8];
- штурмбаннфюрер СС (с 1 августа 1938)[8];
- оберштурмбаннфюрер СС (с 1 июля 1940)[8];
- штандартенфюрер СС и полковник полиции (с 9 ноября 1942)[8].

## Награды
- Крест «За военные заслуги» 1-го класса[5].
- Железный крест 2-го класса[2].

## Комментарии
1. ↑  В память об этом на фасаде 1-го корпуса ПГТУ установлена доска «Узникам расстрелянного фашистами мариупольского гетто. 1941»[16].